# Surdopedie
Surdopedie je speciálněpedagogická disciplína zabývající se výchovou, vzděláváním, rozvojem jedince se sluchovým postižením a snahou o jeho plné začlenění (sociální, pracovní) do společnosti.
Název je odvozen z latinského slova surdus = hluchý a řeckého paideia = výchova. Tomuto názvu se v minulosti bránil již prof. Miloš Sovák, v současnosti upozorňuje na jeho nesprávnost doc. Ing. Jaroslav Hrubý, CSc. Slovo surdus se totiž dá přeložit nejen jako hluchý, ale také jako hloupý.
Surdopedie se stala samostatnou disciplínou teprve roku 1983, kdy se oddělila od logopedie.
Nutná je spolupráce s řadou dalších oborů: foniatrie, psychologie, pedagogika, logopedie, ORL, technické obory (vývoj a aplikace kompenzačních pomůcek).
Zažitým problémem je špatná terminologie nejen v laické společnosti, ale i mezi samotnými odborníky. Je třeba důsledně odlišovat:
Vady sluchu z hlediska místa poškození
- převodní
- percepční
- kombinované

Vady sluchu z hlediska doby vzniku
- vrozené
- získané
  - prelingválně
  - postlingválně
- dědičné

Stupně sluchových vad
- nedoslýchavost
  - lehká
  - střední
  - těžká
- hluchota
  - úplná
  - praktická
- ohluchlost

Specifickou kategorií je tinnitus aureus (ušní šelesty), a samozřejmě kombinované postižení (hluchoslepota, atd.)